# Hyarotis armax
Hyarotis armax är en fjärilsart som beskrevs av Evans 1942. Hyarotis armax ingår i släktet Hyarotis, och familjen tjockhuvuden. Inga underarter finns listade i Catalogue of Life.